# Triepeolus lusor
Triepeolus lusor är en biart som beskrevs av Cockerell 1925. Triepeolus lusor ingår i släktet Triepeolus och familjen långtungebin. Inga underarter finns listade i Catalogue of Life.